# Лайф (журнал)

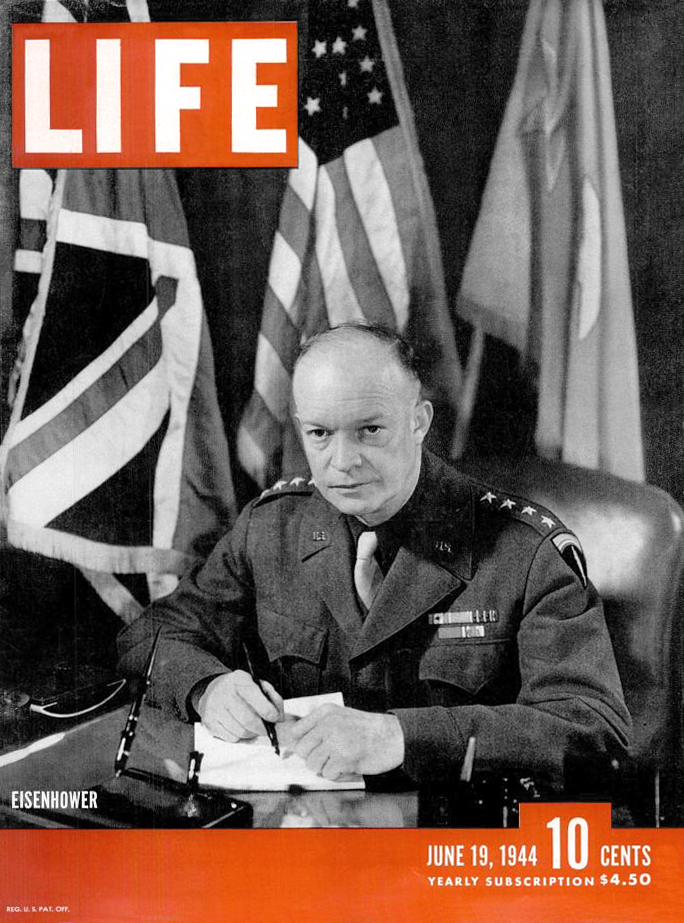
Обкладинка журналу «Life» від 19 червня 1944 року. Зображений генерал Дуайт Девід Ейзенхауер

«Life» — американський ілюстрований журнал, заснований 1936 року видавцем Генрі Люсом.
Від 1883 до 1936 року виходив інший журнал із назвою «Life». Генрі Люс купив цей журнал для корпорації «Time, Inc» лише з наміром запозичити ім'я для нового журналу.
До 1972 журнал «Life» видавався як тижневик з акцентом на фотожурналістику. Багато фотографій з «Life» стали шедеврами ; до 1978 виходили спорадичні «спеціальні» випуски; від 1978 до 2000 року журнал виходив як місячник, а від 2004 до 2007 — як щотижневе доповнення до щоденної газети.

## Спеціальні випуски
«Life» з'являється у спеціальних виданнях, таких як Боб Ділан, з нагоди його виграшу Нобелівської премії з літератури в 2016 році. Спеціальний випуск вийшов також з нагоди 75-річчя Пола Маккартні 2017 року.

## Співпраця з Google
18 листопада 2008 року Google почав розміщувати архів фотографій журналу, як частину спільних зусиль з «Life».Багато зображень в цьому архіві ніколи не було опубліковано в журналі. Архів з більш ніж 6 мільйонів фотографій з «Life» також доступний через Google Cultural Institute, що дозволяє користувачам створювати колекції. Також архів доступний через пошук зображень Google. Повна колекція світлин про основний пробіг (1936—1972) доступна через Пошук книг Google.

## Цікаві факти
- Американський журналіст Джордж Сторі (англ. George Story) народився мало не в один день з журналом «Life» у 1936 році. У першому номері «Life» з'явилася фотографія новонародженого Джорджа з підзаголовком «Життя починається». Надалі доля Сторі періодично висвітлювалася на сторінках журналу — два його одруження, батьківство, відхід на пенсію. 64-річний Джордж з'явився і в останньому випуску журналу, в травні 2000 року, цього разу під заголовком «Життя закінчується» (малося на увазі закриття журналу). Через кілька днів Джордж Сторі помер від інфаркту.

## Виноски
1. 1 2  The ISSN portal — Paris: ISSN International Centre, 2005. — ISSN 0024-3019
2. ↑  https://www.life.com/life-picture-collection/
3. ↑  Легендарні фотографії журналу LIFE [Архівовано 27 жовтня 2012 у Wayback Machine.] (рос.)
4. ↑  MacAskill, Ewen (18 листопада 2008). Google makes Life magazine photo archives available to the public online. The Guardian (брит.). ISSN 0261-3077. Архів оригіналу за 15 грудня 2017. Процитовано 15 грудня 2017.